# Eugène Ysaÿe

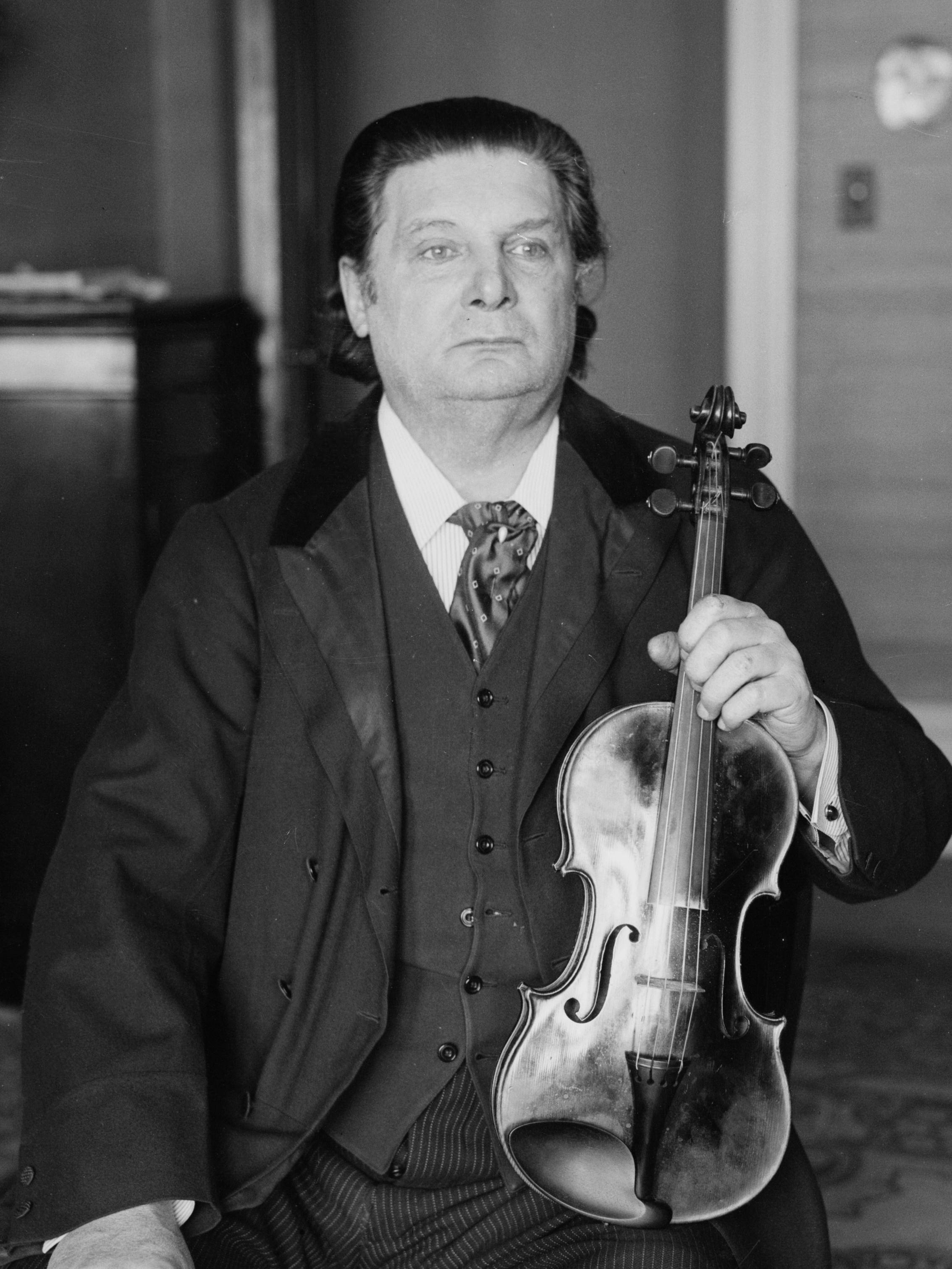
Eugène Ysaÿe

Eugène-Auguste Ysaÿe (* 16. Juli 1858 in Lüttich; † 12. Mai 1931 in Brüssel) war ein belgischer Komponist und Violinist.

## Biografie

### Jugend und Ausbildung
Eugène Ysaÿe erhielt mit fünf Jahren ersten Unterricht von seinem Vater Nicolas-Joseph Ysaÿe (um 1826–1905). Nachdem der Vater 1865 zum Dirigenten der Lütticher Oper bestellt worden war, vertraute er seinen Sohn dem am Königlichen Konservatorium Lüttich lehrenden Désiré Heynberg an. 1867 gewann er den 2. Preis bei einem Wettbewerb. 1868 wurde er wegen der durch den Vater geäußerten Kritik an Heynbergs Methodik vom Unterricht ausgeschlossen. Seinen Vater begleitete er fortan auf Konzertreisen und spielte in dessen Orchester. 1872 wurde er durch Fürsprache von Henri Vieuxtemps als Schüler von Rodolphe und Leon Massart wieder aufgenommen, gewann den 1. Preis im Jahr 1873 und die Silbermedaille im Jahr 1874. Mit einem Stipendium setzte er seine Ausbildung am Königlichen Konservatorium Brüssel bei Henryk Wieniawski fort. Auf Einladung von Vieuxtemps studierte er von 1876 bis 1879 bei diesem in Paris.
Studieren bei diesen Lehrern bedeutete, dass er Teil der sogenannten französisch-belgischen Violinschule wurde, die aus der Entwicklung des modernen Geigenbogens von François Tourte (1747/1748–1835) und François Nicolas Voirin (1833–1885) hervorgegangen war. Qualitäten dieser École beinhalten Eleganz, einen vollen Ton mit einem Gefühl für einen „langen“ Bogenstrich ohne Rucken, präzise Techniken der linken Hand und das Streichen mit dem ganzen Unterarm, während sowohl das Handgelenk als auch der Oberarm ruhig bleiben (im Gegensatz zur „deutschen Schule“, in der Joachim das Handgelenk beugt und Auer den ganzen Arm benutzt).

### Erste Konzerte
1878 unternahm er eine Reise nach Deutschland und trat ins Kölner Musikleben ein, wo er mit Clara Schumann die c-Moll-Sonate von Ludwig van Beethoven aufführte. Diese Reise eröffnete ihm neue Horizonte; Joachim übte mit seinem Beethoven-Vortrag einen großen Einfluss auf Ysaÿe aus. Anschließend wurde er als Konzertmeister der Dresdner Gewerbehauskapelle verpflichtet, bevor er im Jahr 1879 nach Berlin ging.  Dort wurde er Konzertmeister des Benjamin Bilse Orchesters in Berlin, den späteren Berliner Philharmonikern. Als Solist trat er bei Konzerten der „Wiener Nachtigall“ Pauline Lucca in Köln und Aachen auf. Unter seinen Zuhörern in Berlin waren Joseph Joachim, Franz Liszt, Clara Schumann und der Pianist Anton Rubinstein. Letzterer bat Bilse 1882 um Auflösung des Vertrags, damit Ysaÿe mit ihm auf eine Tournee durch Russland und Norwegen gehen konnte. In den Jahren 1883 bis 1886 ließ er sich in Paris nieder.

### Ruhm
Als Solist begann Ysaÿes Karriere 1885, als er zu einem Konzert von „Concerts Colonne“ eingeladen wurde, bei dem er die Symphonie Espagnole von Édouard Lalo und das Rondo Capriccioso von Camille Saint-Saëns vortrug. Als Zugabe spielte er ein Präludium von J. S. Bach. Daraufhin wurde er über Nacht berühmt und galt als Favorit bei anderen führenden Komponisten wie Claude Debussy, Vincent d’Indy und César Franck. Er bildete ein Duo mit dem Pianisten Raoul Pugno und begann eine lange Reihe von Konzerten, die einen neuen Standard setzten.
Am 26. September 1886 heiratete er die Sängerin Louise Bourdeau (1868–1924), und Franck widmete ihm seine Sonate für Violine und Piano als Hochzeitsgeschenk, die Ysaÿe durch seine Interpretation berühmt machte.
Francks Schüler Ernest Chausson (1855–1899) widmete ihm sein Poème für Violine und Orchester. Auch weitere Musiker widmeten ihm bedeutende Werke: Claude Debussy die Quartette und Quintette, Camille Saint-Saëns, Edward Elgar, Gabriel Fauré und zahlreiche belgische Komponisten. Auf Reisen nach Wien und Bordeaux erregte er immer wieder Aufsehen mit Chaussons Poème.
Am 16. November 1894 gab er sein USA-Debüt mit dem Beethoven-Violinkonzert und den New Yorker Philharmonikern und absolvierte eine erfolgreiche Amerika-Tournee. Nach seiner Rückkehr gründete er 1895 sein eigenes Orchester Société des Concerts Ysaÿe und begann seine Laufbahn als Dirigent. Hier trat er häufig mit seinem Bruder Théo Ysaÿe auf. Im gleichen Jahr rief er das „Ysaÿe Quartett“ ins Leben (mit Mathieu Crickboom, Léon Van Hout und Joseph Jacob). Debussy widmete sein Streichquartett dem Ysaÿe Quartett, das es in der Société Nationale in Paris am 29. Dezember 1893 uraufführte.
Von 1886 bis 1898 hatte er eine Professur am Brüsseler Konservatorium inne. Zu seinen Schülern gehörten Josef Gingold, William Primrose, Louis Persinger, Alberto Bachmann und Mathieu Crickboom. Als die Deutschen 1914 in Belgien einmarschierten, ging Ysaÿe  nach London, wo er während des Ersten Weltkrieges blieb.

### Orchesterleiter und Komponist
Am 5. April 1918 machte er sein amerikanisches Debüt als Dirigent mit dem Cincinnati Symphony Orchestra und leitete auch das Cincinnati Mai Festival in diesem Jahr. Sein Erfolg war so groß, dass ihm eine feste Stelle als Leiter des Cincinnati Symphony Orchestra angeboten wurde, die er von 1918 bis 1922 innehatte. Danach kehrte er nach Belgien zurück und übernahm wieder die Leitung seines Orchesters.
In späteren Jahren war Ysaÿe gezwungen, seine Arbeit auf das Dirigieren zu verlegen, denn er hatte Schwierigkeiten mit seinen Fingern und mit der Bewegung seines rechten Arms. Aufgrund von Diabetes musste 1929 sein rechter Fuß amputiert werden. Nach dem Tod seiner ersten Frau heiratete er am 9. Juli 1927 Jeannette Dincin, eine seiner amerikanischen Schülerinnen.
Seine kompositorischen Arbeiten umfassen 8 Violinkonzerte; 6 Sonaten für Solo-Violine; Poème nocturne für Violine, Violoncello und Streicher; Les Harmonies du soir für Streichquartett und Streichorchester, Divertimento für Violine und Orchester, Méditation für Violoncello und Streichorchester, Chant d’hiver für Violine und Kammerorchester; Trio de concert für 2 Violinen, Viola und Orchester; Amitié für 2 Violinen und Orchester. Im Alter von 70 Jahren begann er mit der Komposition einer Oper in wallonischer Sprache, Pier li Houïeu („Peter, der Bergmann“), die in Lüttich am 4. März 1931 uraufgeführt wurde. Danach begann er mit einer zweiten wallonischen Oper La vièrge di Pièr (La Vierge de Pierre), die aber unvollendet blieb.
Er spielte lange Zeit auf einer Stradivari- und einer Guadagnini-Violine, zuletzt musizierte er auf einer Guarneri. Er war musikalischer Berater der belgischen Königin Elisabeth, die 1937 einen nach ihm benannten Violinwettstreit initiierte, dessen erster Preisträger David Oistrach war. 1951 wurde der Wettbewerb in Concours international Reine Elisabeth umbenannt.
Eugène Ysaÿe war ein Mitglied im Bund der Freimaurer. Er starb in seinem Haus in Brüssel und wurde dort auf dem Friedhof von Ixelles beigesetzt.

## Werke (Auswahl)
- 8 Violinkonzerte aus der Jugendzeit, später als Spielerei bezeichnet und vernichtet. Lediglich das 8. Konzert wurde von Ysaÿes Enkel Jacques Ysaÿe orchestriert.[5]
- Poème élégiaque, op. 12 (Roméo & Juliette) für Violine und Orchester oder Klavier
- Scène au rouet, op. 13 für Violine und Orchester
- Rêve d’enfant, op. 14 für Violine und Orchester oder Klavier
- Chant d’hiver, op. 15 für Violine und Orchester
- Berceuse de l’enfant pauvre, op. 20 für Violine, Flöte, 2 Hörner und Streichorchester
- Poème de l’Extase, op. 21 für Violine und Orchester
- Les Neiges d’antan, op. 23 für Violine, Flöte, 2 Hörner und Streichorchester
- Divertimento, op. 24 für Violine und Orchester
- Exil!, op. 25 für Violinen und Bratschen
- Poème de l’amitié, op. 26 für 2 Violinen und Orchester
- 6 Sonaten für Violine solo, op. 27 (berühmten Geigern gewidmet und deren Stil entsprechend komponiert).

1. Sonate: Joseph Szigeti
2. Sonate: Jacques Thibaud
3. Sonate: George Enescu
4. Sonate: Fritz Kreisler
5. Sonate: Mathieu Crickboom
6. Sonate: Manuel Quiroga Losada

- Sonate für Violoncello solo, op. 28
- Poème Nocturne, op. 29 für Violine, Violoncello und Orchester
- Harmonie du soir, op. 31 für Streichquartett und Streichorchester
- Fantaisie op. 43 für Violine und Orchester
- Sonate für 2 Soloviolinen, op. posth. (Der Königin Elisabeth von Belgien gewidmet)
- zahlreiche kleinere Werke für Violine und Orchester
- eine Oper: Pier li Houyeu („Peter, der Bergmann“, 1931 in Lüttich uraufgeführt)